# Kowalewszczyzna (Litwa)
Kowalewszczyzna (lit. Kalviai) – dawny zaścianek. Tereny, na których leżała, znajdują się obecnie na Litwie, w okręgu wileńskim, w rejonie wileńskim, w gminie Rukojnie.
Współcześnie część wsi Łukszyna.

## Historia
W XIX i w początkach XX w. położona była w Rosji, w guberni wileńskiej, w powiecie wileńskim. Po I wojnie światowej pod administracją polską, w Zarządzie Cywilnym Ziem Wschodnich. W latach 1920–1922 w składzie Litwy Środkowej.
Od 11 kwietnia 1922 leżała w Polsce, w województwie wileńskim, w powiecie wileńsko-trockim, do 1 kwietnia 1927 w gminie Rukojnie, następnie w gminie Rudomino. W 1931 miejscowość liczyła 15 mieszkańców, zamieszkałych w 4 budynkach.
Po II wojnie światowej w granicach Związku Sowieckiego. Od 1991 na niepodległej Litwie.